# مجزرة عائلة البطنيجي (7 أكتوبر 2023)
مجزرة عائلة البطنيجي (7 أكتوبر 2023) أو مجزرة النصر (7 أكتوبر 2023) هي مجزرةٌ ارتكبها سلاح الجوّ الإسرائيلي بحق عائلة البطنيجي حينما أغارَ على منزل يتبع لعائلة البطنيجي. وخلال يوم السبت الموافق 7 أكتوبر 2023 قام سلاح الجو بشن سلسلة غارات على حي النصر وذلك بالقرب من جامعة القدس المفتوحة غرب مدينة غزة، واستهدفت هذه الغارات منزل سكني يعيش به أفراد عائلة البطنيجي. هذه المجزرة من ضمن عدة مجازر وقعت خلال عملية طوفان الأقصى. تسبّبت هذه المجزرة الإسرائيليّة والتي استهدفت منزل يضم عدد من المدنيين إلى استشهاد أكثر من 43 شهيداً من عائلة البطنيجي.

## خلفية الحدث
في ساعاتِ الصباح الأولى من يوم السابع من أكتوبر 2023 أطلقت حركة المقاومة الإسلامية حماس عبر ذراعها العسكري كتائب الشهيد عز الدين القسام عملية طوفان الأقصى وذلك ردًا على الاعتداءات الإسرائيلية وتدنيس الأقصى والاستمرار في الاستيطان، كما أكّد على ذلك محمد الضيف القائد العام للقسّام والذي أعطى إشارة انطلاق العمليّة التي شهدت اقتحامًا من المقاومين لمستوطنات غلاف غزة ونجحوا في قتلِ عدد كبيرٍ من الجنود الإسرائيلين، وأسر عشرات آخرين كما استطاعوا خلال ساعات قطع عشرات الكيلومترات ووصلوا لمستوطنات أبعد من تلك المحيطة والقريبة من قطاع غزة.
استمرَّت الاشتباكات بين الجيش الإسرائيلي وبين المقاومين في عديد من المستوطنات وعلى رأسها مستوطنة سديروت. الرد الإسرائيلي على هذه العمليّة جاء من خلال شنّ سلاح الجو الإسرائيلي عشرات الغارات العشوائيّة على القطاع متسبّبة في مقتل عشرات المدنيين وتدمير البنية التحتية لمدن القطاع، ليصل حد فرض إغلاق شامل وقطع متعمد لكل الخدمات من ماء وكهرباء وغاز، وهو ما هدَّد حياة أكثر من مليونَي فلسطيني يعيشُ داخل القطاع الذي يُعاني أصلًا من تبعات الحصار الخانق عليهم منذ ستة عشر عاماً.

## الضحايا
1. عبد الرحيم  محمود البطنيجي
2. حنان حمدان البطنيجي
3. فادي عبد الرحيم البطنيجي
4. إيمان عبد الرحيم البطنيجي، وبناتها الاثنتين وزرجها
5. إياد صبحي داوود
6. غاده داودد البطنيجي
7. عبد الرحيم فادي البطنيجي
8. لجين فادي البطنيجي
9. تالا فادي البطنيجي
10. علاء عبد الرحيم البطنيجي
11. كارم علاء عبد الرحيم البطنيجي
12. عبد الرحيم علاء عبد الرحيم البطنيجي
13. محمد علاء عبد الرحيم البطنيجي
14. آلاء دلول البطنيجي
15. نداء دويمة البطنيجي
16. حسن تامر عبد الرحيم البطنيجي
17. مجد تامر عبد الرحيم البطنيجي
18. حنان تامر عبد الرحيم البطنيجي
19. آمنة محمد البطنيجي
20. نجاح محمود البطنيجي
21. جهاد محمود البطنيجي
22. ريم عبد الله البطنجيي
23. بكر حامد البطنيجي
24. رجاء مصباح البطنيجي
25. عبير بكر البطنيجي
26. عبد الله شريف بكر البطنيجي
27. وتين شريف بكر البطنيجي
28. سما شريف بكر البطنيجي
29. منتصر بالله حامد بكر البطنيجي
30. هنادي العكاوي البطنيجي
31. سمية مصباح البطنيجي
32. صفاء عمر حامد البطنيجي
33. سامي عمر البطنيجي
34. نصرة عليان البطنيجي
35. عماد كامل البطنيجي
36. هبة الأنقر البطنيجي
37. عمار عرفات البطنيجي
38. محمد عرفات البطنيجي
39. أماني غازي داوود البطنيجي
40. سميرة عمر البطنيجي
41. فاطمه حسن البطنيجي، وبنتها
42. عبير حمدي حلس البطنيجي، وبناتها الثلاثة
43. جمال أحمد البطنيجي